# Radfahrerüberfahrt

Gefahrenzeichen 11a (Österreich), Ankündigung einer Radfahrerüberfahrt
Hinweiszeichen 2b (Österreich), für eine Radfahrerüberfahrt, Vorfahrt für Radfahrer. (Bei dauerhaft ampelgeregelten Kreuzungen wird das Hinweiszeichen nicht angebracht.)

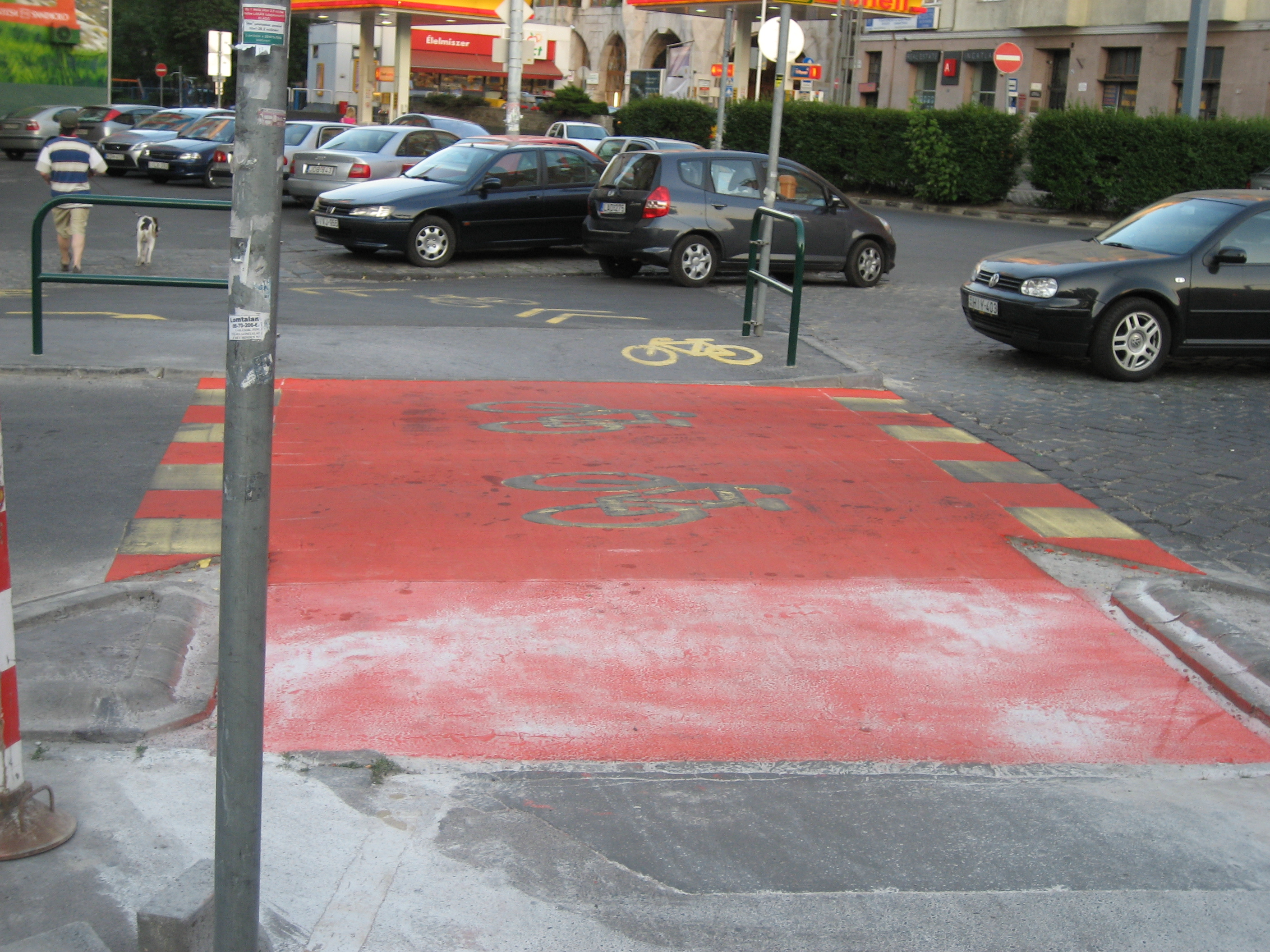
Radweg kreuzt Fahrbahn, zur Erhöhung der Sicherheit mit rotem Bodenbelag. Budapest, Ungarn

Relatives Unfallrisiko auf Radwegen an Kreuzungen

Eine Radfahrerüberfahrt ist ein Schutzweg für Radfahrer in Österreich. Sie dient als Fortsetzung oder Verbindung von Radfahrstreifen, Radwegen oder Geh- und Radwegen über andere Fahrbahnen. Sie werden durch spezielle Bodenmarkierungen in der Form von breiten unterbrochenen Linien gekennzeichnet und können weiters durch Verkehrsschilder, gelb-blinkende Lichtsignalanlagen und neuerdings vereinzelt durch im Boden eingelassene Warnleuchten entlang der Radfahrerüberfahrt gesichert sein. Wenn es sich um eine ungeregelte Kreuzung handelt, darf sich der Radverkehr gemäß § 68 Abs. 3a StVO nur mit einer Geschwindigkeit von maximal 10 km/h annähern und sie nicht „unmittelbar vor einem herannahenden Fahrzeug und für dessen Lenker überraschend“ befahren. Die Begrenzung auf 10 km/h gilt nicht, wenn aktuell in unmittelbarer Nähe keine Kraftfahrzeuge fahren. Der übrige Fahrzeugverkehr hat gemäß § 9 StVO einem Radfahrer das „ungefährdete Überqueren der Fahrbahn zu ermöglichen, sofern er sich auf der Radfahrerüberfahrt befindet oder diese erkennbar benutzen will. Zu diesem Zweck darf sich der Lenker eines solchen Fahrzeuges einem Schutzweg nur mit einer solchen Geschwindigkeit nähern, dass er das Fahrzeug vor dem Schutzweg anhalten kann, und er hat, falls erforderlich, vor dem Schutzweg anzuhalten“. Schienenfahrzeuge sind von dieser Regel jedoch ausgenommen.

## Realisierung
Die Radfahrerüberfahrt ähnelt in ihrer verkehrsrechtlichen Konstruktion stark dem Schutzweg, sowohl an rein beschilderten als auch an durch Ampeln geregelten Stellen. Ihre Kennzeichnung und die Regelungen zum Befahren beziehungsweise dem Vorrang, aber auch dem Parken in ihrem Umfeld, gleichen diesem stark.
In der Ausgestaltung ist zwischen zwei Varianten zu unterscheiden, dem Übergang an ungeregelten Kreuzungen (ohne Ampel), die mit einem quadratischen, blau umrandeten Schild zur Bestimmung der geltenden Vorfahrt gekennzeichnet sind, und dem Übergang an geregelten Kreuzungen, bei dem mit einem nach oben zeigenden dreieckigen, rot umrandeten Schild auf das Vorhandensein des Radwegübergangs besonders hingewiesen beziehungsweise gewarnt werden kann, während die Festlegung der Vorfahrt durch Ampel, vergleichbare Einrichtungen oder die Vorfahrt regelnde Schilder erfolgt.
Speziell Ampelkreuzungen haben häufig auf allen vier Seiten Überwege für Fußgänger, die auch teilweise mit Überwegen für Radfahrer kombiniert sind. Dabei haben geradeaus gehende und fahrende Personen Vorrang vor den abbiegenden Fahrzeugen. Da dort wegen der Dichte der bereits vorhandenen Lenkungswerkzeuge (Ampel, Schilder, Wegweiser …) eine weitere Beschilderung, aufgrund der begrenzten menschlichen Aufnahmefähigkeit, meist nicht mehr hilfreich ist, werden oft nur weiße und rote Bodenmarkierungen am Überweg selbst angebracht, sowie in manchen Fällen auch orangefarbige Warnlichter, teils mit aufgebrachten Symbolen für die konkrete Gefahr.

## Verhaltensempfehlungen
Da Kreuzungsbereiche immer auch Konfliktstellen sind, wird in der Praxis allen Verkehrsteilnehmern angeraten, sich dort besonders umsichtig zu verhalten. Beispielsweise wird auf manchen Websites dem Radfahrernachwuchs im ungeregelten Fall das vorsichtige Heranfahren, die beidseitige Umschau und gegebenenfalls das Warten empfohlen. Für den geregelten Fall wird dort ebenfalls eine Tempoverringerung, das Beachten der Lichtzeichen und ein besonderes Augenmerk auf andere, rechtsabbiegende Verkehrsteilnehmer angeraten.

## Regelungen in anderen Ländern

Hinweis auf Radfahrerüberfahrt in Tschechien
Warnung vor kreuzenden Radfahrern in Polen

Warnzeichen, die auf Radfahrer hinweisen, sind in den nationalen Verkehrsregelungen weit verbreitet.
Radfahrerüberfahrten in der ungeregelten Form sind sowohl im Verkehrsrecht als auch in der Umsetzung derzeit eher die Ausnahme als die Regel. Die rechtliche und optische Ausgestaltung unterscheidet sich dabei. Entsprechende Regelungen sind bekannt für folgende Länder mit der jeweils nationalen Bezeichnung:

### Deutschland
Die deutsche Straßenverkehrsordnung enthält keine Regelungen zu Radfahrerüberfahrten. Ist ein Radweg straßenbegleitend, hat er an einer Vorfahrtstraße ebenfalls Vorfahrt und wird dann mit einer Radwegefurt markiert. Zusätzliche Verkehrszeichen sind nur erforderlich, wenn der Radweg in zwei Fahrtrichtungen freigegeben ist. Soll ein selbstständiger Radweg bevorrechtigt werden, kann er mit
- Zeichen 301, Vorfahrt und
- Zeichen 205, Vorfahrt gewähren oder
- Zeichen 206, Halt! Vorfahrt gewähren!

beschildert werden. Eine Radwegefurt kann markiert werden.